# 閔寛植
閔 寛植（ミン・グァンシク、朝鮮語: 민관식、1918年5月3日 - 2006年1月16日）は、大韓民国の薬剤師、官僚、社会活動家、政治家。第3・4・5・6・10代韓国国会議員。第20代文教部長官。第10代国会副議長。
本貫は驪興閔氏。号は小崗（ソガン、소강）。京都大学法学博士。

## 経歴
日本統治時代の京畿道開城に生まれた。京城第1高等普通学校（現・京畿高等学校）、水原農林専門学校（現・ソウル大学校農科大学に併合）を卒業後、内地の京都帝国大学（現・京都大学）農学部農芸化学科を卒業。その後に薬剤師試験に合格し、薬剤師を免許取得した。
朝鮮戦争後は高麗時報社の社長を務め、1954年の第3代総選挙に無所属でソウル東大門選挙区から立候補して初当選した。1964年1月20日から1971年までに第22代大韓体育会会長、1966年から大韓薬師会会長、1968年から1971年までに大韓オリンピック委員会委員長、1970年にアジア薬剤師会副会長、1971年から1974年までに第20代文教部長官をそれぞれ務めた。特に1966年の武橋洞体育会館と泰陵選手村の建設にも関与し、スポーツとの関連が深いから「韓国スポーツ近代化の父」とも呼ばれる。また、他には1974年に亜細亜政策研究院長を務め、1974年から1984年まで科学技術団体総連合会会長および名誉会長を務めた。1978年に円光大学校で名誉薬学博士号を、中央大学校で名誉哲学博士号をそれぞれ取得した。
1979年の第10代総選挙に民主共和党の公認でソウル鍾路・中区選挙区から再び当選し政界復帰、第10代国会副議長、国会議長職務代理などの要職を務めた。1986年にソウルオリンピック組織委員会委員、1989年に民主平和統一諮問会議首席副議長、1989年から韓国オリンピック委員会常任顧問、憲政会顧問などを務めた。その他、南北調節委員会副委員長兼共同委員長、尚虚文化財団理事長などを務めた。
2006年1月16日、老衰により88歳で死去した。

## 賞勲
- 国民勲章無窮花章
- 青条勤政勲章（1等級）
- 体育勲章青龍章（1等級）
- 国際オリンピック委員会100周年記念勲章[2]

など

## エピソード
- 1968年10月24日、大韓体育会会長として1968年メキシコシティーオリンピックの参観から宿泊施設へ帰る途中、乗車していた車が対向車と衝突し軽度の打ち身となり、病院で治療を受けた[4]。
- 1973年4月12日、文教部長官として訪日中に東京の韓国学院を訪問したが、演説で「韓国の女性は経済建設に必要な外貨を獲得するために身を捧げている。特に韓国の妓生、ホステスが大挙に日本に進出し、身を捧げて日夜奮闘する愛国衷情は立派なものだ」と売買春を女性の愛国的行為として奨励する発言をした。当時は朴正煕政権が「キーセン観光」を国策事業として進めた時期であったため、この発言は大きな問題にならなかった[5][6]。

- 生涯にサッカー（1964年に大韓サッカー協会会長を1期務めた[7]）、陸上、テニス、卓球、ソフトテニスの5種目の国内協会団体長を務めた。自他が公認するテニスマニアで、1973年に自身の号を取って「小崗杯全国男女中高校テニス大会」を創設して、約40年間開催していた[2]。
- 息子の閔丙煥は李明博政権で国家情報院第2次長を務めた[8][9]。